# Conicochernes doyleae
Espèce
Conicochernes doyleae est une espèce de pseudoscorpions de la famille des Chernetidae.

## Distribution
Cette espèce est endémique de Nouvelle-Galles du Sud en Australie. Elle se rencontre vers Chatswood.

## Description
Les mâles mesurent de 2,70 à 3,28 mm et les femelles de 2,92 à 3,46 mm.

## Étymologie
Cette espèce est nommée en l'honneur de Suzanne Doyle.

## Publication originale
- Kennedy, 1990 : Conicochernes doyleae, a new Australian species of the Chernetidae (Pseudoscorpionida: Arachnida). Proceedings of the Linnean Society of New South Wales, vol. 111, p. 123-129 (texte intégral).